# Zamarada gaedei
Zamarada gaedei là một loài bướm đêm trong họ Geometridae.